# Christopher de Souza

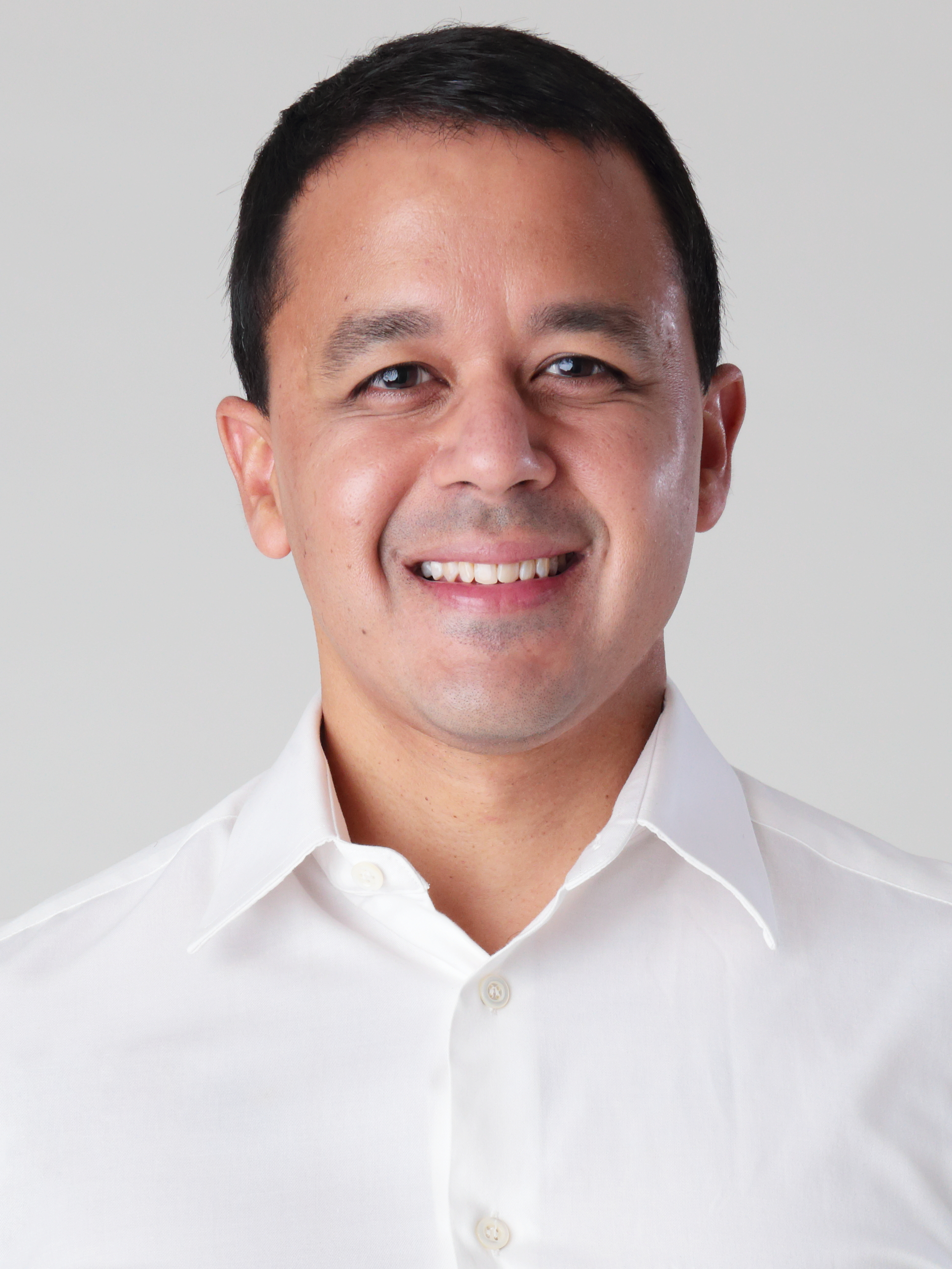
Christopher de Souza (2015)

Christopher de Souza (* 1976) ist ein Politiker der People’s Action Party (PAP) und Jurist aus Singapur, der unter anderem seit 2006 Mitglied des Parlaments und seit 2020 stellvertretender Sprecher (Deputy Speaker) des Parlaments ist.

## Leben

### Studium, Staatsanwalt, Richter und Rechtsanwalt
Christopher de Souza besuchte zwischen 1986 und 1988 die St Michael’s Primary School sowie von 1989 bis 1992 die St Joseph’s Institution. Nachdem er von 1993 bis 1994 das Raffles Junior College besucht hatte, leistete er zwischen 1994 und 1997 Militärdienst im Heer (Singapore Army) der Streitkräfte Singapurs (Singapore Civil Defence Force) und erhielt nach Abschluss der Offiziersbewerberschule OCS (Officer Cadet School) 1997 den Ehrendolch (Sword of Honour). Daraufhin begann er 1997 ein Studium der Rechtswissenschaften am King’s College London und schloss dieses 1997 mit einem Bachelor of Laws (LL.B.) mit höchster Auszeichnung (First Class Honours) ab. Im Anschluss setzte er ein Studium im Fach Privatrecht mit einem Stipendium von Royal Dutch Shell an der University of Oxford fort, welches er 2001 mit einem Bachelor of Civil Law (B.C.L.) mit Auszeichnung beendete. 
Nach seiner Rückkehr trat de Souza in den Juristischen Staatsdienst (Singapore Legal Service) und war von 2002 bis 2003 Juristischer Mitarbeiter des damaligen Präsidenten des Obersten Gerichts (Chief Justice of Singapore), Yong Pung How, sowie am Berufungsgericht (Court of Appeal). Im Anschluss fungierte er zwischen 2004 und 2005 zuerst als stellvertretender öffentlicher Ankläger (Deputy Public Prosecutor) sowie danach von 2005 bis 2006 als Staatsanwalt (State Counsel) für die Generalstaatsanwaltschaft (Attorney-General’s Chambers). Daraufhin war er zwischen 2005 und 2006 sowohl als Richter an Erstinstanzlichen Gericht (Magistrate, Subordinate Courts) als auch als Beigeordneter Richter am Obergericht (Assistant Registrar, High Court) tätig. 
2006 verließ er den Juristischen Staatsdienst und trat als Senior Associate in die Anwaltskanzlei Lee & Lee ein, deren Partner er zwischen 2008 und 2011 war.

### Mitglied und stellvertretender Sprecher des Parlaments

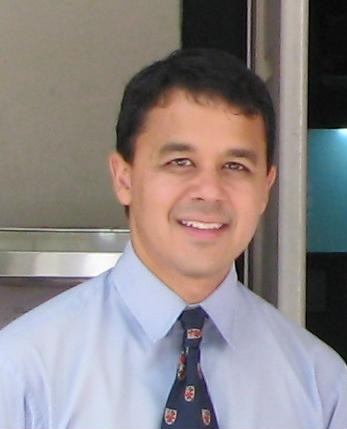
Christopher de Souza (2008)

Bei den Parlamentswahlen am 6. April 2006 wurde Christopher de Souza für die People’s Action Party (PAP) im Gruppen-Wahlkreis GRC (Group Representation Constituency) Holland-Bukit Timah erstmals zum Mitglied des Parlaments gewählt. Zu Beginn seiner Parlamentszugehörigkeit war er von 2006 bis 2011 Mitglied des Bildungsausschusses sowie des Ausschusses für Inneres und Recht. 
Bei den Wahlen am 7. Mai 2011 wurde er im Wahlkreis Holland-Bukit Timah GRC wieder zum Mitglied des Parlaments gewählt. In dieser Legislaturperiode blieb er von 2011 bis 2015 Mitglied des Ausschusses für Inneres und Recht und war zeitgleich auch stellvertretender Vorsitzender des Ausschusses für Arbeitskräfte. Nachdem er 2011 die Anwaltskanzlei Lee & Lee verlassen hatte, war er zwischen 2011 und 2014 Partner der Anwaltskanzlei WongPartnership LLP.
Bei den darauf folgenden Wahlen am 11. September 2015 wurde de Souza im Wahlkreis Holland-Bukit Timah GRC für die PAP wieder zum Mitglied des Parlaments gewählt. Nach der Wahl wurde er Vorsitzender des Ausschusses für Inneres und Recht sowie des Weiteren auch Mitglied des Gesundheitsausschusses des Parlaments und bekleidete beide Funktionen bis 2020. Darüber hinaus kehrte er 2015 als Partner in die Anwaltskanzlei Lee & Lee zurück.
Bei den Wahlen am 11. Juli 2020 wurde er für die PAP im Wahlkreis Holland-Bukit Timah GRC abermals zum Mitglied des Parlaments gewählt. Am 31. August 2020 wurde er stellvertretender Sprecher (Deputy Speaker) und ist damit neben Jessica Tan einer der Vizepräsidenten des Parlaments und Vertreter von Parlamentssprecher Tan Chuan-Jin.